# David Vidal Tomé
David Vidal Tomé (Portosín, Porto do Son, La Corunya, 2 d'agost de 1950) és un entrenador de futbol gallec.

## Trajectòria
Com a futbolista, no va passar mai de la Segona Divisió; va començar jugant al Deportivo de La Corunya i va acabar al Cadis, equip en el qual va començar la seva carrera com a entrenador,
primer en les categories inferiors i com a segon entrenador i, en dues ocasions des 1986 fins a 1990 com a entrenador del primer equip.
 Va coincidir amb els anys en què Mágico González era jugador d'aquest club.
Els seus millors resultats a la Primera Divisió els va obtenir amb el CD Logroñés, finalitzant en desè lloc en les temporades 1990/91 i 1991-1992. Va ser destituït en la següent campanya quan l'equip es trobava a les últimes posicions de la classificació.
Va entrenar el Rayo Vallecano al final de la temporada 1993/94, que va finalitzar amb el descens de l'equip a la Segona Divisió. Va romandre en el mateix club vuit jornades de la campanya. Després de dirigir també a Segona al Vila-real CF, Hèrcules CF i SD Compostela, va estar dos anys sense equip.
Va arribar al Reial Múrcia a mitja temporada 2001/02, el va salvar del descens de categoria i la campanya següent va aconseguir ascendir a la primera divisió, tot i la que igualment el club va decidir prescindir dels seus serveis com a entrenador de cara a la temporada 2003/04.
El tècnic gallec va continuar la seva carrera a la Segona Divisió. Va arribar a la Unió Esportiva Las Palmas ja començada la temporada 2003/04, però va fracassar en l'objectiu de treure l'equip dels llocs de descens i va ser destituït abans que acabés la campanya. Va dirigir el Lleida al final de la temporada 2005/06, sense aconseguir l'objectiu d'evitar el seu descens a la Segona Divisió B. Va arribar a l'Elx CF amb la mateixa missió en la temporada 2006/07 i, aquesta vegada sí, el va deixar en la desena posició.
La campanya següent l'equip es va mantenir en la zona mitjana-alta de la classificació. No obstant això, un mal començament de la temporada 2008/09 va provocar la seva destitució en la 7a jornada.
A la jornada 28 de la temporada 09/10, l'Albacete Balompié, situat en llocs de descens després d'11 partits sense conèixer la victòria, destituí Julián Rubio i contractà els serveis de David Vidal, que aconseguí guiar l'equip manxec cap a la permanència encara que per diferències econòmiques en la renovació del contracte finalment decidí de no continuar en el conjunt castellà-manxec.
A la jornada 24 de la temporada 10/11 l'Albacete Balompié després d'una ratxa de cinc derrotes consecutives decidí destituir Antonio Calderón en favor de David Vidal per fer-se càrrec del primer equip, de nou, per guiar el conjunt manxec a la permanència a la segona divisió, però va ser destituït sis jornades després en aconseguir només 2 punts en aquests sis partits.

## Clubs

### Com a entrenador
| Club              | País          | Any       |
| ----------------- | ------------- | --------- |
| Cadis CF          | Espanya       | 1982-1990 |
| CD Logroñés       | Espanya       | 1990-1994 |
| Rayo Vallecano    | Espanya       | 1994      |
| Vila-real CF      | País Valencià | 1995-1996 |
| Hèrcules CF       | País Valencià | 1997-1998 |
| SD Compostela     | Espanya       | 1999-2000 |
| Reial Múrcia      | Espanya       | 2001-2003 |
| UD Las Palmas     | Espanya       | 2003-2004 |
| UE Lleida         | Catalunya     | 2005-2006 |
| Elx CF            | País Valencià | 2006-2008 |
| Albacete Balompié | Espanya       | 2010      |
| Albacete Balompié | Espanya       | 2011      |